# フランス組曲 (バッハ)

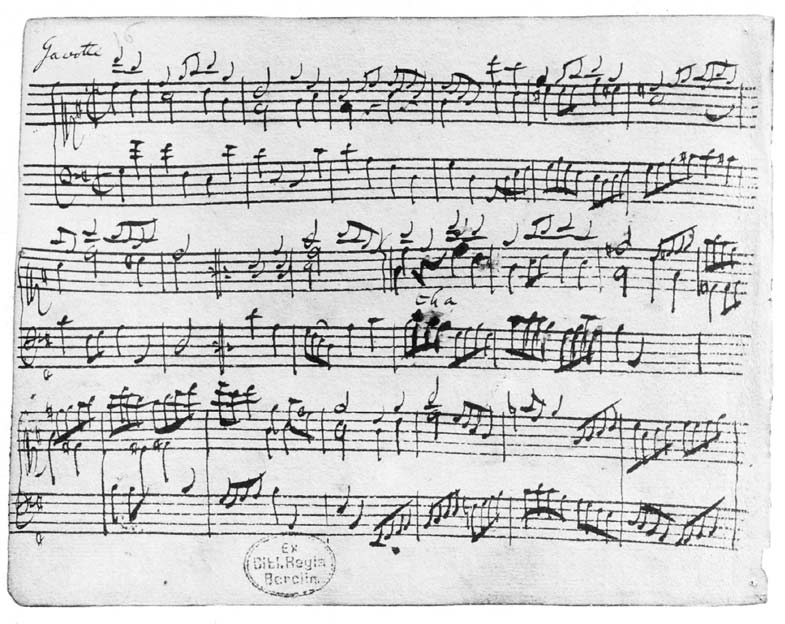
第5番ト長調の「ガヴォット」の自筆譜（初稿）。

フランス組曲（フランスくみきょく、独: Französische Suiten）BWV 812-817は、ヨハン・ゼバスティアン・バッハが作曲したクラヴィーアのための曲集。

## 概要
この曲集は、バッハがケーテンで過ごした1722年から1725年頃に作曲されたと考えられている。
- 第1番から第4番と第5番の断片は、1722年の「アンナ・マグダレーナ・バッハの音楽帳（第1集）」に含まれている。第1番はそれよりも早い時期に作曲されていた可能性がある。
- 第1番と第2番は、1725年の「アンナ・マグダレーナ・バッハの音楽帳（第2集）」に含まれており、少なくともこの2つの組曲については改訂が行われた。
- 第5番は1723年以降に、第6番は1725年よりも後に完成したと考えられている。

この時期、バッハは先妻であるマリア・バルバラ・バッハを亡くし、15歳下のアンナ・マグダレーナ・ヴィルケと再婚しているが、創作の意欲も衰えがなく、本作をはじめ多くの鍵盤楽器曲が残されている。
イギリス組曲やパルティータと比べ比較的演奏は容易である。イギリス組曲が演奏も技術が求められ、峻厳な曲想であるのと好一対をなしている。
フランス組曲という名称の由来は明らかではない。カール・フィリップ・エマヌエル・バッハによる1754年のバッハの訃報記事においては、未出版の鍵盤楽曲のリストの12番に（11番のイギリス組曲を意味する「6つの組曲」に続いて）「同じ、いくらか短い6つ（の組曲）」として記載されており、この名称がまだ確立されていなかったことを示唆している。その後、フリードリヒ・ヴィルヘルム・マルプルクによる言及から、1762年までには既に浸透した名称になっていたと考えられている。フォルケルは、バッハに関する伝記で、フランスの様式で作曲されたためにフランス組曲と呼ばれていると記しているが、デュルやシャイデラーといった校訂者は、これはイギリス人のために作曲されたとされるイギリス組曲からの類推であろうとしている。

## 校訂
フランス組曲には「アンナ・マグダレーナ・バッハの音楽帳」に含まれる自筆譜のほかには、組曲集としての自筆の清書譜が現存しない。よって、弟子のアルトニコルによる初期の筆写譜を含めた、様々な筆写譜群が資料となっている。これらの筆写譜群には、組曲と楽章の順序、解釈といった部分に至るまで重要な競合が生じており、BWV 818（イ短調）やBWV 819（変ホ長調）が含まれている版も存在する。デュルは、バッハは1726年に始まったクラヴィーア練習曲集第1巻（6つのパルティータ）の出版に注力していたこともあり、フランス組曲に対する弟子による様々な改変が始まった後も、そのことに関心を向けていなかったように思われると記している。
装飾音についても、もはやオリジナルの装飾音を確実な形で再構築することはほとんど不可能とされている。ベーレンライター原典版では、装飾音がもっとも豊富な譜稿として、バッハにもっとも近い弟子であった「Anonymous 5」とハインリヒ・ニコラウス・ゲルバーによるものを挙げている。「Anonymous 5」は、後の研究によりベルンハルト・クリスティアン・カイザーであったことが判明した。ヘンレ版の校訂者シャイデラーは、カイザーとゲルバーの筆写譜を装飾音に関する主要な資料として挙げ、これらは1725年頃のバッハの作品の演奏上の課題を知るための手がかりであるとしている。デュルは、これらは単に過酷な課題を示したものとも、バッハ自身が即興的に付した装飾音を記録したものとも考えられるとしつつ、装飾音の選択については、現代の演奏家次第であることを強調している。
新バッハ全集（ベーレンライター原典版）は、アルトニコル筆写譜を「バージョンA（A稿、Fassung A）」、それより後の筆写譜群によるものを「バージョンB（B稿、Fassung B）」とし、決定稿を定めていない。フランス組曲の決定稿が仮に存在したとしても、それは現存するどの資料においても残ってはいないとしている。このような事情があるため、演奏家によっては、その解釈や趣味に応じて、シンプルなA稿をそのまま採用している場合もあれば、B稿を採用した上で、さらに装飾音を豊富に付している場合もある。一般的にはB稿で演奏されることが多い。A稿を採用しつつ、後に追加されたガラントリーを含めて演奏することも考えられる。
現在出版されている主な楽譜には、以下のようなものがある。
- ベーレンライター原典版、アルフレート・デュル校訂（1980年/1996年）。ベーレンライター出版社。
- ウィーン原典版、クリスティアン・ミュラー校訂（1983年）。音楽之友社。
- 市田儀一郎校訂（1992年）。全音楽譜出版社。ベーレンライター原典版のB稿を底本としているが、筆写譜群の装飾音を選択的に取り入れているため、校訂者の趣味が強く反映された版となっている。校訂報告は付されていないため、A稿を再現したり、ある装飾音がどの筆写譜に由来するのかを細かく確認することはできない。
- ヘンレ版、ウルリヒ・シャイデラー（Ullrich Scheideler）校訂（2017年）。ヘンレ出版社。

## 作品
全部で6つの組曲からなり、前半の3曲は短調で、後半の3曲は長調で書かれている。このうち第2番、第3番、第4番には異稿が存在する。

### 第1番ニ短調BWV 812
1. アルマンド (Allemande)
2. クーラント (Courante)
3. サラバンド (Sarabande)
4. メヌエットI (Menuet I)
5. メヌエットII (Menuet II)
6. ジーグ (Gigue)

### 第2番ハ短調BWV 813
1. アルマンド (Allemande)
2. クーラント (Courante)
  - B稿では後半に小節を付加しており、A稿とは雰囲気が異なるものになっている。ウィーン原典版の校訂報告によれば、4段階の譜稿のうち、4段階目においてこの変更が加えられた。
3. サラバンド (Sarabande)
4. エール (Air)
5. メヌエットI (Menuet I)
6. メヌエットII (Menuet II)
  - メヌエットIIは初期稿になく、後に追加された。
7. ジーグ (Gigue)

### 第3番ロ短調BWV 814
1. アルマンド (Allemande)
2. クーラント (Courante)
3. サラバンド (Sarabande)
4. アングレーズ (Anglaise)
  - バッハは初稿ではこの楽章を「ガヴォット」としていた[1]。
5. メヌエットI (Menuet I)
6. メヌエットII トリオ (Menuet II - Trio)
  - ジーグの後に置いている筆写譜が多い。メヌエットIは任天堂のゲームボーイ版テトリスのBGM（C-TYPE）に使われた。
7. ジーグ (Gigue)

### 第4番変ホ長調BWV 815
1. アルマンド (Allemande)
2. クーラント (Courante)
3. サラバンド (Sarabande)
4. ガヴォット (Gavotte)
5. エール (Air)
6. メヌエット (Menuett)
  - 初期稿にはなく、後に追加された。エールの前に置いている筆写譜もある。
7. ジーグ (Gigue)

### 第5番ト長調BWV 816
全曲中最も有名なものであり、この中でも「ガヴォット」は演奏会でもよく取り上げられている。そして第5番のうち、数曲は1722年に作曲されたが、完成したのは1723年になってからである。
1. アルマンド (Allemande)
2. クーラント (Courante)
3. サラバンド (Sarabande)
4. ガヴォット (Gavotte)
5. ブーレ (Bourrée)
6. ルール (Loure)
  - 初期稿ではブレーIIとされていた。
7. ジーグ (Gigue)

### 第6番ホ長調BWV 817
曲集の中では最も規模が大きく、明朗な曲。ポロネーズを入れている点が注目される。4曲のガラントリーが含まれることはバッハの古典組曲としては異例であるが、フランスのオルドルとしては普通である。
1. アルマンド (Allemande)
2. クーラント (Courante)
3. サラバンド (Sarabande)
4. ガヴォット (Gavotte)
5. ポロネーズ (Polonaise)
6. ブーレ (Bourrée)
7. メヌエット (Menuet)
  - 初期稿ではジーグの後に置かれていた。
8. ジーグ (Gigue)